# Wielki wyścig
Wielki wyścig – amerykańska komedia slapstickowa z 1965 roku. Reżyserem filmu jest Blake Edwards. W rolach głównych wystąpili: Jack Lemmon, Tony Curtis, Natalie Wood, Peter Falk (znany z roli porucznika Columbo) oraz Keenan Wynn. Autorem ścieżki dźwiękowej jest amerykański kompozytor włoskiego pochodzenia Henry Mancini.
Inspiracją do powstania filmu był autentyczny rajd samochodowy zorganizowany w 1908 r. na trasie Nowy Jork–Paryż. Przemierzając pół świata, uczestnicy przeżywają przygody w: miasteczku Boracho na Dzikim Zachodzie, na Alasce, czy też w królestwie Carpania (gdzie dochodzi do legendarnej bitwy na torty).

## Fabuła
Początek XX wieku. Wielki Leslie to młody showman (w bieli), który swoimi wyczynami zadziwia publiczność (uwalnia się z kaftana bezpieczeństwa podwieszonego do balonu, bije rekord szybkości na wodzie). Zazdrosny o sławę jest jego wróg – profesor Fate (w czerni), który wraz ze swym asystentem Maxem (Peter Falk) na wszelkie sposoby próbuje przeszkodzić Lesliemu. Profesor Fate także podejmuje próby bicia rekordów, ale te kończą się klęską. Wielki Leslie wpada na pomysł organizacji wyścigu samochodowego niebywałych rozmiarów, i ten śmiały wyczyn spotyka się z aprobatą społeczną. Start w Nowym Jorku – meta w Paryżu. Wielki Leslie zamierza wygrać prowadząc swój nowy samochód Leslie Special. Profesor pragnie za wszelką cenę pokrzyżować mu plany, i gdy nie udaje mu się zniszczyć wozu Lesliego postanawia zbudować swój genialny pojazd – Hannibal 8. Ze startu w Nowym Jorku wyruszają śmiałkowie z kilku krajów. Do wyścigu jako uczestnik korespondent przystępuje sufrażystka – Maggie DuBois (Natalie Wood). Max na polecenie profesora uszkadza wszystkie maszyny (niestety, łącznie z własną). W końcu jednak rajd ma charakter „jeden na jeden” – Fate kontra Leslie.

## Motywy
Głównymi motywami, na których opiera się obraz są:
- rywalizacja dwóch głównych bohaterów (na zasadzie dobra i zła – duet Lemmon i Curtis sprawdzony w komedii „Pół żartem, pół serio”),
- perypetie miłosne dziennikarki–sufrażystki (Natalie Wood) i głównego bohatera pozytywnego (Curtis)
- walka sufrażystek o prawa kobiet

## Obsada
| - Jack Lemmon – profesor Fate / książę Friedrich Hapnick - Tony Curtis – Leslie Gallant III („Wielki Leslie”) - Natalie Wood – Maggie DuBois - Peter Falk – Maximillian „Max” Meen - Keenan Wynn – Hezekiah Sturdy - Arthur O’Connell – Henry Goodbody - Vivian Vance – Hester Goodbody - Dorothy Provine – Lily Olay | - Larry Storch – Texas Jack - Ross Martin – Baron Rolfe von Stuppe - Hal Smith – burmistrz Boracho - Denver Pyle – szeryf z Boracho - Marvin Kaplan – Frisbee - George Macready – generał Kuhster - Joyce Nizzari – kobieta z Zachodu (niewymieniona w czołówce) - William Bryant – ochroniarz Barona |

## Ścieżka dźwiękowa
Zanim film został opublikowany, materiał został nagrany w Hollywood przez RCA Victor Records, który został wydany na płycie winylowej. Henry Mancini potrzebował sześć tygodni by skomponować muzykę, gdzie w nagraniach wzięło udział blisko 80. muzyków. Mancini współpracował z autorem tekstów Johnnym Mercerem przy kilku utworach, m.in. „The Sweetheart Tree”, walcu wydanym jako singiel. Kompozycja towarzyszy bohaterom przez cały film, jako główny temat pozbawiony chórków (wyłączając początek filmu). Był także wykonywany na ekranie przez Natalie Wood z głosem dubbingowanym przez Jackie Ward (pominięta w czołówce). „The Sweetheart Tree” był nominowany do Oscara za najlepszy utwór, ale nie zdobył statuetki.

## Nagrody i nominacje
Oscary za rok 1965
- Najlepszy montaż dźwięku – Treg Brown
- Najlepsze zdjęcia (film kolorowy) – Russell Harlan (nominacja)
- Najlepsza piosenka – „The Sweetheart Tree” (muz. Henry Mancini, sł. Johnny Mercer) (nominacja)
- Najlepszy dźwięk – George Groves (nominacja)
- Najlepszy montaż – Ralph E. Winters (nominacja)

Złote Globy 1965
- Najlepsza komedia lub musical (nominacja)
- Najlepszy aktor w komedii lub musicalu – Jack Lemmon (nominacja)
- Najlepsza muzyka – Henry Mancini (nominacja)
- Najlepsza piosenka – „The Sweetheart Tree” (nominacja)

Nagrody Saturn 2002
- Najlepsze wydanie DVD klasyków kina (nominacja)